# ویلیام موناهان
ویلیام موناهان (به انگلیسی: William Monahan) فیلم‌نامه‌نویس و نویسنده آمریکایی برنده جایزه اسکار است. وی در ۳ نوامبر ۱۹۶۰ در بوستون، در ماساچوست آمریکا به دنیا آمد. از کارهای حائز اهمیت او در سینمای آمریکا می‌توان به ملکوت آسمان رفتگان و مجموعه دروغ‌ها اشاره کرد.